# مری بیکر ادی
مری بیکر ادی (انگلیسی: Mary Baker Eddy; ۱۶ ژوئیهٔ ۱۸۲۱ – ۳ دسامبر ۱۹۱۰) بنیانگذار جنبش علم مسیحی بود. وی اهل ایالات متحده آمریکا بود. وی رهبر مذهبی و نویسنده آمریکایی بود که در سال ۱۸۷۹ کلیسای مسیح، دانشمند، را در نیوانگلند تأسیس کرد. او همچنین روزنامهٔ علمی مسیحی و سه مجله مذهبی به نام‌های نگهبان علم مسیحی، مجله‌ی علم مسیحی و هرالد علم مسیحی را تأسیس کرد. او تعداد زیادی کتاب و مقاله نوشت که مهم‌ترین آثارش علم و بهداشت با کلید کتاب مقدس و دستورالعمل کلیسای مادر بودند. آثار دیگر او پس از درگذشت به صورت ویرایشی در مجموعهٔ آثار نثری علاوه بر علم و بهداشت جمع‌آوری شدند.